# Burg Hukvaldy

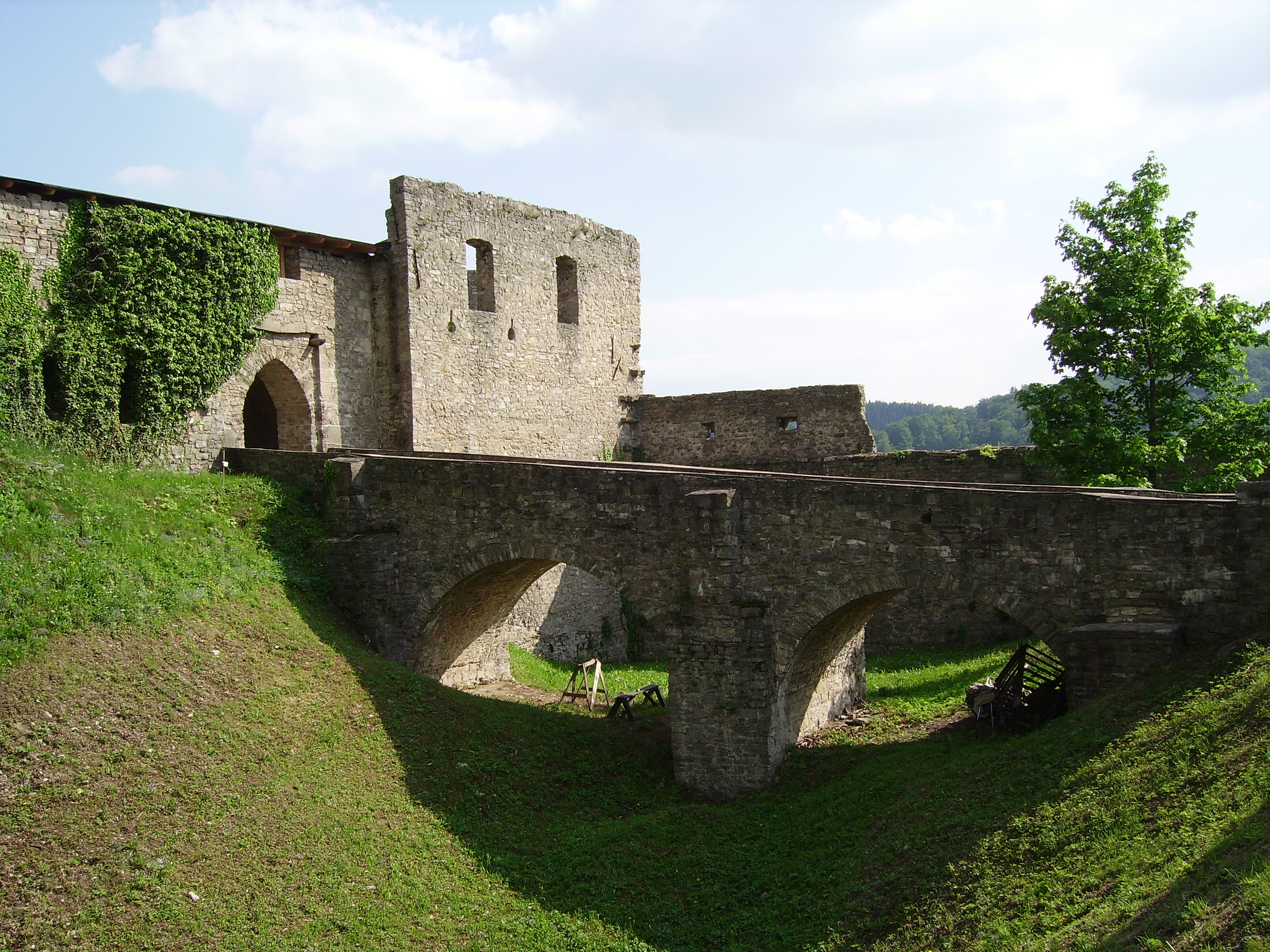
Burggraben und Brücke zu einem der fünf Tore

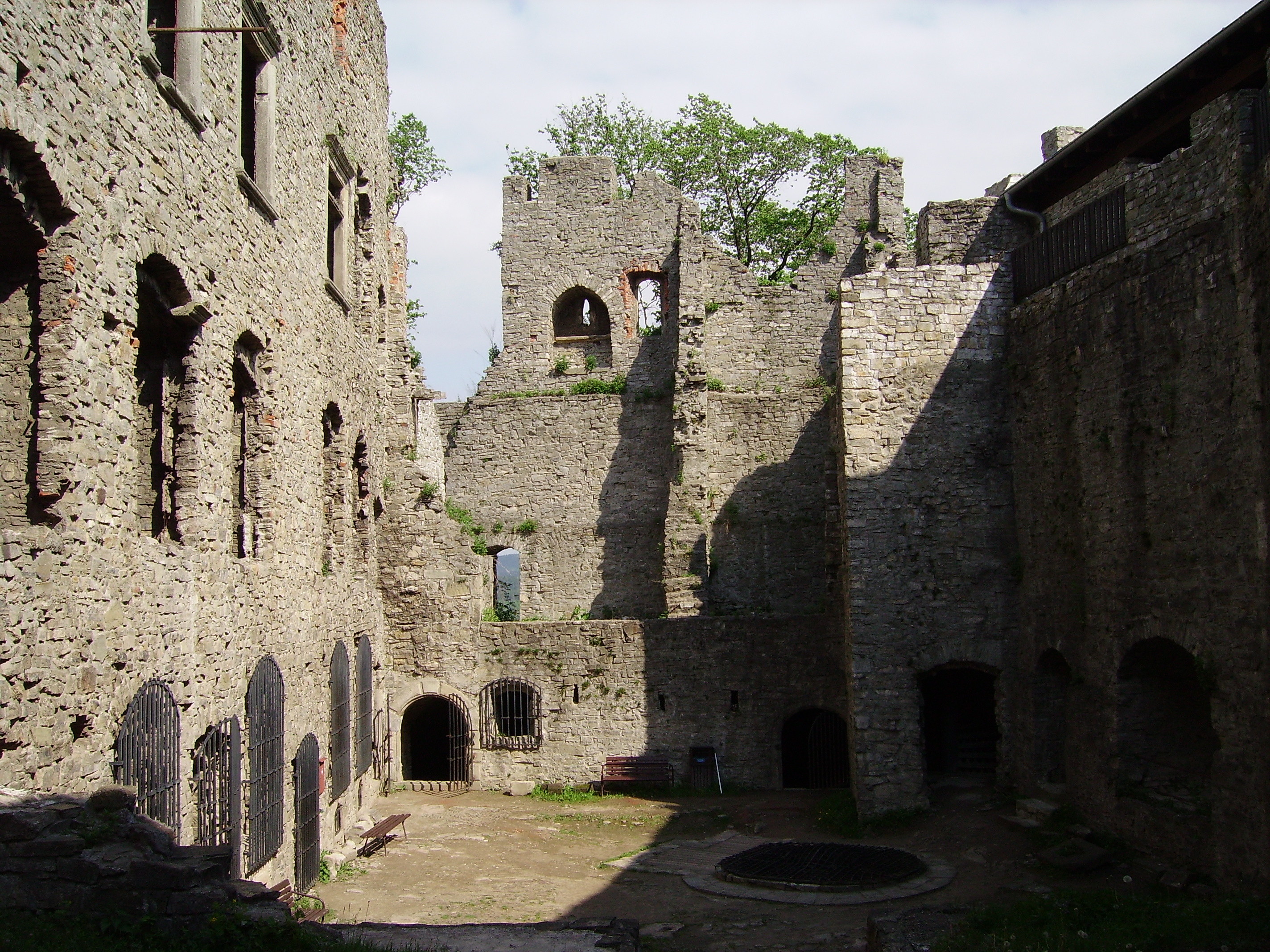
Innenhof der Burg

Burg Hukvaldy (deutsch Hochwald) befindet sich in den Palkovické hůrky südöstlich von Hukvaldy auf einem Hügel über dem Tal der Ondřejnice im Okres Frýdek-Místek, Tschechien.

## Geschichte
Erbaut wurde die Burg Hukeswagh um die Mitte des 13. Jahrhunderts von den Grafen von Hückeswagen, denen auch die nahe gelegene Burg Starý Jičín gehörte. Die erste Erwähnung stammt aus dem Jahr 1285. Seit Mitte des 14. Jahrhunderts bauten die Bischöfe des Erzbistums Olmütz die Burg zu einer Festung aus. Wegen finanzieller Schwierigkeiten mussten die Olmützer Bischöfe die Burg Hukenwald wiederholt verpfänden und verkaufen, konnten sie jedoch immer wieder zurückerwerben. Sie hielt im Dreißigjährigen Krieg der Blockade durch Dänen und Schweden stand und wurde nie erobert. Die größte Schwäche der Burg war Wassermangel: Erst 1581 gelang es, im Burginneren einen Burgbrunnen zu bohren, der 150 Meter tief und mit einem durch Menschenkraft betriebenen Schöpfrad ausgestattet war. 1738 brannte die Vorrichtung ab, was den Niedergang der Burg einleitete. 1760 wurde das Demeritenhaus in die Festung Mürau und die herrschaftlichen Ämter in das Dorf Hochwald verlegt. Erhalten blieb das allgemeine Gefängnis, die freigezogenen Räumlichkeiten wurden zu Beamtenwohnungen umgebaut. Am 5. Oktober 1762 brannten die neuaufgebauten Beamtenwohnungen vollständig nieder; ebenso gingen das Archiv und die Registratur der Herrschaft Hochwald verloren. Nach dem Großbrand wurde die Burg endgültig verlassen und dem Verfall preisgegeben. Sie ist heute eine der größten Burgruinen in Mähren.
Das einzige funktionsfähige Bauwerk im Burgareal ist die St. Andreas-Kapelle, die im 19. Jahrhundert restauriert wurde und bis heute wegen ihrer hervorragenden Akustik für Konzerte genutzt wird. Seit 1994 findet hier jährlich ein internationales Musikfestival zu Ehren des Komponisten Leoš Janáček statt, der aus dem nahen Dorf Hukvaldy stammt.